# Kanjut Sar
Kanjut Sar - szczyt w Karakorum w rejonie Hispar Muztagh na terenie Pakistanu. Jest dwudziestym ósmym szczytem Ziemi pod względem wysokości.
Kanjut Sar ma dwa wierzchołki:
- Kanjut Sar I (7760 m n.p.m.)
- Kanjut Sar II (6831 m n.p.m.)

Pierwszego wejścia dokonał włoski wspinacz Guido Monzino 19 lipca 1959 r.